# Conquista palmirena dell'Egitto romano
L'invasione della provincia romana d'Egitto fu l'attacco avvenuto agli inizi di ottobre del 270 da parte dell'esercito del regno di Palmira della regina Zenobia, contro il prefetto romano d'Egitto Tenagino Probo.
La campagna si concluse nel febbraio del 271, sancendo la vittoria dell'esercito palmireno.

## Premesse
Nel 267 Zenobia prese il potere su Palmira e si autoproclamò Regina dei Re di Palmira e Augusta.
La regina attuò una politica ostile all'Impero romano e favorevole ai Persiani di Sapore I, lanciando il suo esercito, guidato dal capace generale Zabdas, alla conquista dei territori soggetti ai romani; accrebbe i propri domini con l'occupazione della Bitinia, della Siria, di una parte di Asia Minore ed Arabia e della Giudea.
Più di ogni altro territorio Zenobia puntava all'Egitto; sia perché era una delle terre più ricche, definito il Granaio del Mediterraneo, ma anche perché ella si era attribuita il titolo divino di Discendente di Cleopatra e pertanto desiderava essere regina della terra dei Faraoni.

## Invasione dell'Egitto
Nell'ottobre del 270 Zabdas e l'esercito palmireno, composto da 70 000 uomini, parte palmireni in parte siriani, erano ai confini orientali dell'Egitto e ne iniziarono l'invasione. Il capace prefetto d'Egitto, Tenagino Probo, era lontano con la flotta, per lottare contro i pirati.
Così in una sola battaglia decisiva Zabdas pose l'intero Egitto entro i domini di Zenobia e del Regno di Palmira.
La facilità con cui Zabdas aveva sottomesso l'Egitto, fecero credere alla regina che non fosse necessario tenere la provincia soggiogata se non che con un esiguo contingente di soldati. Richiamò così il grosso dell'esercito a Palmira e lo lanciò alla conquista dell'Asia Minore.
Nel frattempo Probo fu inviato in Egitto dall'imperatore Claudio II, per fronteggiare la minaccia palmirena. Il prefetto d'Egitto riorganizzò le forze romane, riconquistando Alessandria entro novembre e cacciando i Palmireni dal delta del Nilo, mentre Zabdas rientrava nuovamente in Egitto col suo potente esercito. Tuttavia proprio in quei giorni l'imperatore Claudio II il Gotico morì.
La notizia della morte dell'imperatore si inserì nella vita politica della provincia, divisa tra la fazione filo-romana e quella filo-palmirena. La fazione palmirena, guidata dall'ufficiale della guarnigione romana Timagene, si alleò con Zabdas: le loro forze combinate ebbero la meglio sui contingenti romani della regione, aventi forze ammontanti a 50 000 uomini e, in una nuova sola decisiva battaglia, i palmireni riconquistarono Alessandria, obbligando Probo a ritirarsi verso sud.
Il generale romano si arroccò in una forte posizione difensiva nella città di Babilonia egizia, dove venne raggiunto da Zabdas; Timagene guidò un contingente palmireno alle spalle di Probo, che venne sconfitto, catturato e preferì uccidersi, secondo la consuetudine romana, piuttosto che sfilare in catene a Palmira e subire l'ignominia della sconfitta.

## Conseguenze
La vittoria di Zabdas fece entrare l'importante provincia dell'Egitto nel regno di Palmira di Zenobia, che venne tenuto con un contingente di 5 000 uomini.
Zenobia affermò di discendere dalla regina tolemaica Cleopatra VII d'Egitto, per questo fin dai suoi primi giorni da regnante si attribuì il titolo divino di Discendente di Cleopatra. Proprio per questo motivo ella aspirò fin da subito a mettere le mani sull'Egitto.
La regina si sentiva legata quasi maniacalmente a quella terra: possedeva alcune conoscenza della lingua egizia, mostrò una predisposizione verso la cultura egiziana e, tutto questo, potrebbe esserle stato trasmesso da parte della madre, di probabili origini egiziane. Secondo la Storia augustea, una dichiarazione imperiale da lei emanata nel 269, rivolta ai cittadini di Alessandria d'Egitto, che era appena stata occupata dalle truppe palmirene, definendo la città come "la mia città ancestrale".
Inoltre nelle "Storie di Alessandria" di Callinico, il sofista dedicò un ciclo di dieci libri sulla città egizia e su una "Cleopatra", che non può che essere Zenobia.
Si proclamò Regina palmirena d'Egitto e, dopo questa importante vittoria, Zenobia fu soprannominata la "Regina guerriera".
Questa fu la principale vittoria conseguita dai palmireni sui romani.